# Tareque Masud
Tareque Masud (Bengalí: তারেক মাসুদ; Bhanga Upazila, Faridpur, Pakistán Oriental, 6 de diciembre de 1956 - Ghior Upazila, Manikganj, Bangladés, 13 de agosto de 2011) fue un galardonado director de cine independiente de Bangladés.
Conocido por dirigir las películas Muktir Gaan de 1995 y Matir moina de 2002, por la que ganó varios premios internacionales, incluyendo el Premio FIPRESCI por Matir moina y el Premio a la Administración de la Crítica Internacional en la quincena del Festival de Cine de Cannes de 2002.

## Muerte
Murió en un accidente de tráfico el 13 de agosto de 2011, mientras regresaba de Daca Manikganj en la autopista Daca-Aricha después de visitar un lugar de rodaje. Su microbús chocó de frente con un autobús de pasajeros que se acercaba.  En el accidente, su esposa Catherine Masud también resultó gravemente herida. En el momento de su muerto Masud estaba trabajando en una película titulada Kagojer Ful.

## Premios y nominaciones
Festival Internacional de Cine de Cannes
| Año  | Categoría        | Película    | Resultado |
| ---- | ---------------- | ----------- | --------- |
| 2002 | 'Premio FIPRESCI | Matir Moina | Ganador   |